# Карсон (Калифорнија)
Карсон (енгл. Carson) град је у америчкој савезној држави Калифорнија у округу Лос Анђелеса. По попису становништва из 2010. у њему је живело 91.714 становника. Укупне је површине 49,12 km². Карсон се налази 21 km (13 mi) јужно од центра Лос Анђелеса и сматра се његовим предграђем. Статус града добио је 4. априла 1968. године.

## Географија
Карсон се налази на надморској висини од 12 m.

## Демографија
Према попису становништва из 2010. у граду је живело 91.714 становника, што је 1.984 (2,2%) становника више него 2000. године.
|                   | 2010.           | 2000.           |
| Укупно            | 91 714 (100,0%) | 89 730 (100,0%) |
| Хиспаноамериканци | 35 417 (38,62%) | 31 332 (34,92%) |
| Азијати           | 23 522 (25,65%) | 19 987 (22,27%) |
| Афроамериканци    | 21 856 (23,83%) | 22 804 (25,41%) |
| Белци             | 7 022 (7,656%)  | 10 767 (12,00%) |
| Остали            | 3 897 (4,249%)  | 4 840 (5,394%)  |